# Bogosia helva
Bogosia helva là một loài ruồi trong họ Tachinidae.